# Čortanovci
Čortanovci (izvirno srbsko Чортановци) je naselje v Srbiji, ki upravno spada pod Občino Inđija; slednja pa je del Sremskega upravnega okraja.

## Demografija
V naselju, katerega izvirno (srbsko-cirilično) ime je Чортановци, živi 1875 polnoletnih prebivalcev, pri čemer je njihova povprečna starost 42,0 let (41,0 pri moških in 43,0 pri ženskah). Naselje ima 797 gospodinjstev, pri čemer je povprečno število članov na gospodinjstvo 2,90.
To naselje je, glede na rezultate popisa iz leta 2002, večinoma srbsko.
|  |

| Demografija | Demografija     | Demografija     |
| Leto        | Št. prebivalcev | Št. prebivalcev |
| ----------- | --------------- | --------------- |
|             |                 |                 |
|             |                 |                 |
|             |                 |                 |
|             |                 |                 |
| 1948        | 944             |                 |
| 1953        | 1106            |                 |
| 1961        | 1833            |                 |
| 1971        | 1651            |                 |
| 1981        | 1853            |                 |
| 1991        | 1590            | 1579            |
| 2002        | 2342            | 2308            |
|             |                 |                 |

| Etnična sestava po popisu iz leta 2002 | Etnična sestava po popisu iz leta 2002 | Etnična sestava po popisu iz leta 2002 | Etnična sestava po popisu iz leta 2002 | Etnična sestava po popisu iz leta 2002 |
| -------------------------------------- | -------------------------------------- | -------------------------------------- | -------------------------------------- | -------------------------------------- |
| Srbi                                   | Srbi                                   |                                        | 2.087                                  | 90,42%                                 |
| Romi                                   | Romi                                   |                                        | 34                                     | 1,47%                                  |
| Hrvati                                 | Hrvati                                 |                                        | 25                                     | 1,08%                                  |
| Jugoslovani                            | Jugoslovani                            |                                        | 22                                     | 0,95%                                  |
| Madžari                                | Madžari                                |                                        | 12                                     | 0,51%                                  |
| Črnogorci                              | Črnogorci                              |                                        | 11                                     | 0,47%                                  |
| Slovaki                                | Slovaki                                |                                        | 9                                      | 0,38%                                  |
| Makedonci                              | Makedonci                              |                                        | 6                                      | 0,25%                                  |
| Ukrajinci                              | Ukrajinci                              |                                        | 3                                      | 0,12%                                  |
| Slovenci                               | Slovenci                               |                                        | 3                                      | 0,12%                                  |
| Nemci                                  | Nemci                                  |                                        | 2                                      | 0,08%                                  |
| Čehi                                   | Čehi                                   |                                        | 1                                      | 0,04%                                  |
| Muslimani                              | Muslimani                              |                                        | 1                                      | 0,04%                                  |
| Albanci                                | Albanci                                |                                        | 1                                      | 0,04%                                  |
| Neznano                                | Neznano                                |                                        | 33                                     | 1,42%                                  |